# 김영래
김영래(1956년 ~ )은 대한민국의 공무원이었으며 공공기관 임원이었던 자이다.

## 학력
- 한양대학교 정밀기계과 학사

## 경력
- 1983년 6월 : 부산지방철도청 기술과 과장
- 2002년 1월 : 철도청 관리본부 노정과 과장
- 2002년 6월 : 철도청 차량본부 차량계획과 과장
- 2003년 6월 : 한국고속철도건설공단 파견
- 2003년 11월 : 고양고속철도차량관리단 단장
- 2004년 6월 : 철도청 기술개발본부 본부장
- 2007년 1월 : 한국철도차량엔지니어링 부이사장
- 2010년 4월 : 한국철도차량엔지니어링 이사장
- 2013년 12월 ~ 2016년 5월 9일 : 한국철도공사 부사장
- 2016년 3월 15일 ~ 2016년 5월 9일 : 한국철도공사 사장 직무대행

| 전임 최연혜 | 한국철도공사 사장 (직무대행) 2016년 3월 15일 ~ 2016년 5월 9일 | 후임 홍순만 |

| 전임 팽정광 | 한국철도공사 부사장 2013년 12월 ~ 2016년 5월 9일 | 후임 유재영 |